# Dupuytrenova kontraktura
Dupuytrenova kontraktura ili palmarna fascijalna fibromatoza je (desmogena) kontraktura uzrokovana promjenama u palmarnoj (dlan) aponeurozi (lat. aponeurosis palmaris), koje rezultiraju fleksijskom kontrakturom prstiju ruke.  
Kontraktura je nazvana prema francuskom liječniku Guillaume Dupuytren koji je prvi opisao kirurški zahvat kojime je ispravio promjenu. 
Bolest najčešće zahvaća 4. i 5. prst, češće se javlja kod mušakaraca starijih od 40 g., a liječenje je najčešće kirurški zahvatom (npr. fasciotomija ili fasciektomija) dok često promjene nisu toliko opsežne, te ne zahtijevaju liječenje.
|  | Molimo pročitajte upozorenje o korištenju medicinskih informacija. Ne provodite liječenje bez savjetovanja s liječnikom! |